# 多麗丘頭鯰
多麗丘頭鯰，為輻鰭魚綱鯰形目蝌蚪鯰科的其中一種，為熱帶淡水魚類，分布於南美洲巴拉圭河及烏拉圭河流域，體長可達8.3公分，棲息在水質清澈、沙底質底層水域，生活習性不明。

## 扩展阅读
維基物種上的相關：多麗丘頭鯰